# Поп-Ваној Ландинг (Аљаска)
Поп-Ваној Ландинг (енгл. Pope-Vannoy Landing) насељено је место без административног статуса у америчкој савезној држави Аљаска.

## Демографија
По попису из 2010. године број становника је 6, што је 2 (-25,0%) становника мање него 2000. године.
| Група             | 2000.     | 2010.     |
| Белци             | 3 (37,5%) | 3 (50,0%) |
| Афроамериканци    | 0 (0,0%)  | 0 (0,0%)  |
| Азијати           | 0 (0,0%)  | 0 (0,0%)  |
| Хиспаноамериканци | 0 (0,0%)  | 0 (0,0%)  |
| Укупно            | 8         | 6         |